# Šigeru Takahaši
Šigeru Takahaši (japonsko 高橋 茂), japonski nogometaš.
Za japonsko reprezentanco je odigral dve uradni tekmi.